# Dobrá (okres Trebišov)
Dobrá (maďarsky Kisdobra, Dobra) je obec na Slovensku v okrese Trebišov. V historických záznamech je obec poprvé zmíněna v roce 1323. Obec má veřejnou knihovnu a fotbalové hřiště.

## Symboly obce
Podle heraldického rejstříku má obec následující symboly, které byly přijaty 7. května 2008. Na znaku je motiv podle otisku pečetidla z roku 1787.

### Znak
V červeném štítě v zelené trávě stříbrný lev ve zlaté zbroji, levicí držící zlatý palcát.

### Vlajka
Vlajka má podobu šesti podélných pruhů červeného, bílého, žlutého, zeleného, bílého, žlutého. Vlajka má poměr stran 2:3 a ukončena je třemi cípy, tj. dvěma zástřihy, sahajícími do třetiny jejího listu.

## Obyvatelstvo
Podle sčítání obyvatel v roce 2011 bylo z 432 obyvatel celkem 336 Maďarů (78%), 83 Slováků (19%), 1 Čech. 12 obyvatel národnost neuvedlo.
K 31.12.2021 žilo v obci 493 obyvatel.